# 海山神社殘蹟
海山神社殘蹟是位於新北市中和區的古蹟，指定範圍內除了海山神社的遺蹟外，尚包括防空洞與積穗配水池在內。

## 簡介

### 海山神社
海山神社建於臺灣日治時期的昭和十三年（1938年）5月13日，因位於海山郡而得名，屬於無格社，供奉明治天皇、大己貴命與北白川宮能久親王。
戰後神社建築主體被拆除後，主要殘存部分為神社階梯與第三鳥居柱礎，此外還有一些用石頭做的柱子。

### 防空壕
興建於昭和十六年（1941年），由官方動員青年團建設，共有七個出入口。二次大戰後此地為臺新紡織廠所有，防空壕前半段以水泥補強改建成員工福利社，1970年代紡織廠關閉後閒置。

### 積穗配水池

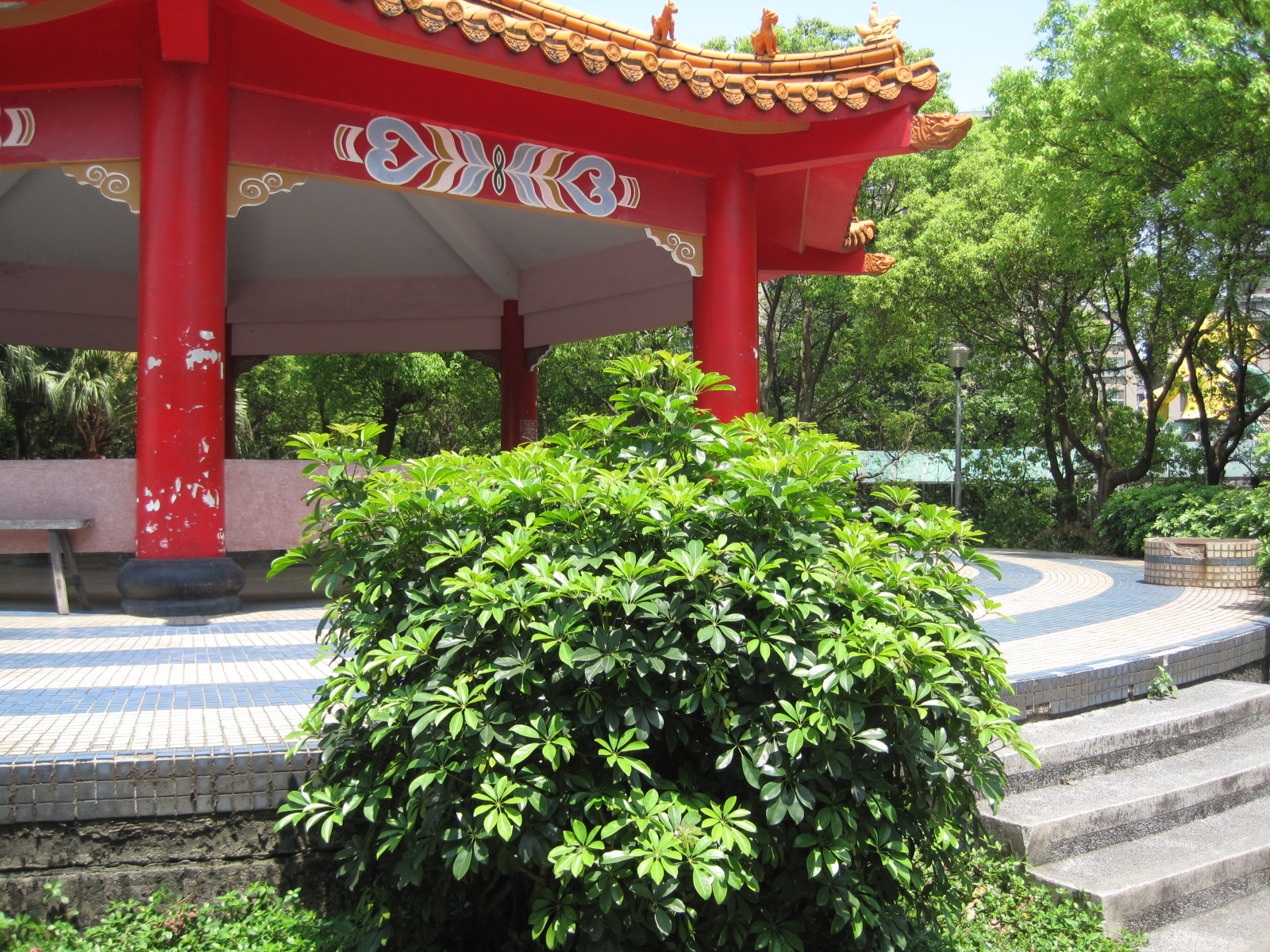
上方加建涼亭的積穗配水池

積穗配水池屬於日治時期板橋水道系統的一部份，該系統由板橋街長山本義信計畫興建，水源是中和庄潭前凹地的湧泉，在經過處理送到瑞穗配水池後供板橋市街與後埔、深丘等地居民使用。後來因供不應求，而打算於1941年擴建，但受太平洋戰爭影響而無法施工。
二次大戰後，於1956年申請美援進行擴建，具體內容包括在埔墘鑿井增加新水源，還有建設積穗配水池，工程於1957年4月開始進行，於1958年10月完工。現在積穗配水池已廢棄，於上方蓋了一座涼亭。